# 목암생명공학연구소
구 목암생명공학연구소(현 목암생명과학연구소)는 생명공학기술의 연구개발을 통하여 생명현상에 대한 과학적 규명과 이해를 바탕으로, 질병의 예방, 진단 및 치료에 필요한 의약품을 개발함으로써 국민보건 향상과 인류복지 실현에 기여할 목적으로 1984년 5월 9일 설립된 대한민국 미래창조과학부 소관의 재단법인이다. 사무실은 경기도 용인시 이현로 30번길 93에 있다.